# Region Schwarzwald-Baar-Heuberg
Region Schwarzwald-Baar-Heuberg – region w Niemczech, w kraju związkowym Badenia-Wirtembergia, w rejencji Fryburg. Siedzibą regionu jest miasto Villingen-Schwenningen.

## Podział administracyjny
W skład regionu Schwarzwald-Baar-Heuberg wchodzą:
- trzy powiaty ziemskie(Landkreis)

Powiaty ziemskie:
| Lp. | Nazwa powiatu    | Ludność (31 grudnia 2022) | Powierzchnia km² | Liczba gmin |
| --- | ---------------- | ------------------------- | ---------------- | ----------- |
| 1   | Rottweil         | 142.593                   | 769,43           | 21          |
| 2   | Schwarzwald-Baar | 217.181                   | 1.025,34         | 20          |
| 3   | Tuttlingen       | 144.891                   | 734,37           | 35          |